# 耶律八哥
耶律八哥，辽国（契丹）政治人物、軍人，字烏古隣，契丹五院部出身。
耶律八哥幼年聪明，書文一見便可成誦。統和年間，继承家業为五院部本部吏，转任枢密院侍御。統和四年（986年）春，北宋将軍曹彬、米信率军计划收复燕雲十六州，耶律八哥与宋军作战有功，擢升为上京留守。开泰四年（1015年），召還为北院枢密副使。后来出任東京留守。开泰七年（1018年），辽圣宗命耶律八哥以都监从东平郡王萧排押东征高丽国，至开京（今开城），大規模略奪而还。契丹軍到达茶河、陀河，高麗軍追兵至。諸将主張高麗軍渡河之后攻擊，耶律八哥反对，建议高麗軍在二河之间时攻擊。蕭排押听从耶律八哥的意見，战敗。开泰八年（1019年），耶律八哥回到東京遼陽府，上奏渤海承奉官应该有官员统领。辽圣宗听从耶律八哥的意見，设置都知押班。後来追究耶律八哥在茶河陀河之战的败绩，奪大臣之位，削使相诸职，降为西北路都監，後去世。

## 延伸阅读
[在维基数据编辑]
 《遼史/卷80》，出自脱脱《遼史》